# Amomum subcapitatum
Amomum subcapitatum är en enhjärtbladig växtart som beskrevs av Y.M.Xia. Amomum subcapitatum ingår i släktet Amomum och familjen Zingiberaceae. IUCN kategoriserar arten globalt som livskraftig. Inga underarter finns listade i Catalogue of Life.